# 钱江县
钱江县，中国古县名。
五代后梁龙德二年（922年），吴越国置，治所在今浙江省杭州市，与钱塘县并为杭州治。北宋太平兴国四年（979年）改名仁和县。 